# Björnnäset
Björnnäset är ett näs i Åkerbysjön och ett naturreservat i Hultsfreds kommun i Kalmar län.
Området är naturskyddat sedan 1997 och är 90 hektar stort. Reservatet besår av gammal tallskog med någon mosse eller kärr. Området är starkt kuperat. 